# Wolf-Rüdiger Bub

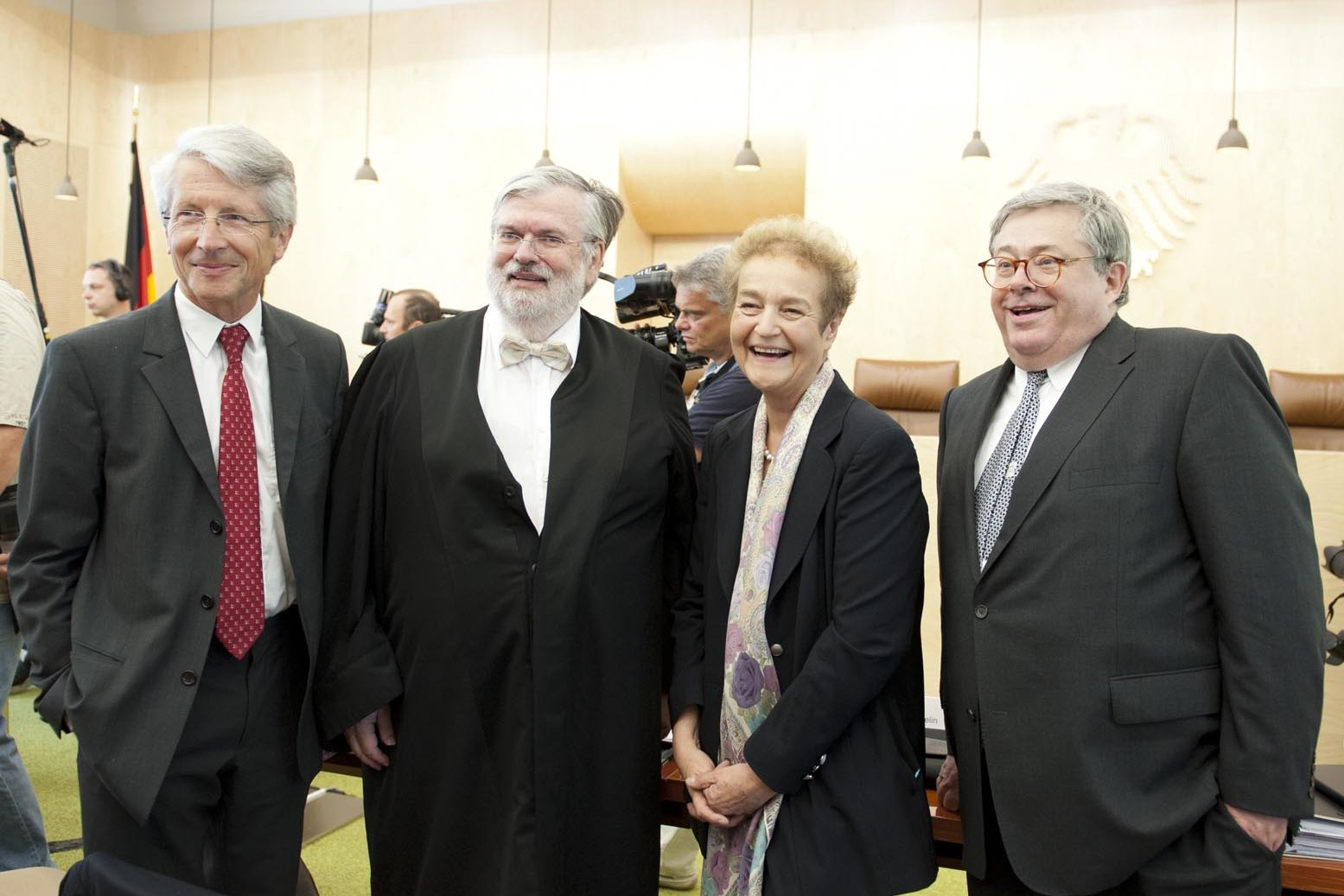
Bub (2. von links) im Jahr 2012

Wolf-Rüdiger Bub (* 22. September 1947 in Landau an der Isar; † 1. November 2022 in Mattsee) war ein deutscher Rechtsanwalt und Hochschullehrer.

## Leben und Wirken
Wolf-Rüdiger Bub studierte Rechtswissenschaft an der Universität München. Nach dem Abschluss seines Studiums erhielt er 1975 die Zulassung als Rechtsanwalt. Im Jahre 1993 promovierte er zum Dr. jur. an der Universität Münster. Von 1993 bis 2000 hatte er einen Lehrauftrag an der Universität Potsdam inne, anschließend ernannte sie ihn zum Honorarprofessor.
Ab 1981 war Bub Geschäftsführer und namengebender Partner einer Anwaltssozietät (seit 1996: Rechtsanwälte Bub, Gauweiler & Partner). 2019 entstand aus dieser Soziätät in Verbindung mit Peter Memminger die Kanzlei Bub Memminger & Partner. Hauptschwerpunkte dieser Kanzleien war bzw. ist das Wirtschafts- und Gesellschaftsrecht. Bub war ein prominenter Wirtschaftsanwalt.
Wolf-Rüdiger Bub hat zahlreiche Veröffentlichungen in Büchern und Aufsätzen vorgelegt, vor allem zum Wohnungseigentumsgesetz und zum Mietrecht; er war Herausgeber bzw. Redakteur verschiedener Fachzeitschriften und gehörte verschiedenen Berufsverbänden an, außerdem wirkte er in kulturellen und karitativen Einrichtungen mit.
2001 wurde ihm das Bundesverdienstkreuz am Bande verliehen.

## Veröffentlichungen (Auswahl)
- Das Finanz- und Rechnungswesen der Wohnungseigentümergemeinschaft. 2. Aufl. Beck, München 1996, ISBN 3-406-38699-7 (= Dissertation Universität Münster).
- Gesetz über das Wohnungseigentum und das Dauerwohnrecht (Wohnungseigentumsgesetz). Zwei Bände (= J. von Staudingers Kommentar zum Bürgerlichen Gesetzbuch; 3. Buch, WEG). Sellier- de Gruyter, Berlin 1997. 13. Bearbeitung 2005, ISBN 3-8059-0944-6.
- (mit Christian von der Osten): Wohnungseigentum von A – Z. Antworten auf alle Fragen des Wohnungseigentums. 7. Aufl. Deutscher Taschenbuch-Verlag, München 2004, ISBN 3-423-05054-3.
- (mit Michael J. Schmid): Grundstücke – Erwerb, Besitz, Belastung, Verkauf, Steuern. 8. Aufl. Deutscher Taschenbuch-Verlag, München 2007, ISBN 978-3-423-05082-1.
- (mit Christian von der Osten): Mietrecht & WEG aktuell. Alle wichtigen Urteile der letzten Jahre nach Schlagworten [neues WEG]. Deutscher Taschenbuch-Verlag/Beck, München 2008, ISBN 978-3-423-50653-3.
- (mit Christian von der Osten): WEG-Recht aktuell und kompakt. C. H. Beck, München 2012, ISBN 978-3-406-62824-5.
- (mit Christian von der Osten): Mietrecht aktuell und kompakt. C. H. Beck, München 2012, ISBN 978-3-406-62825-2.
- (Mithrsg. u. Mitbearb.): Handbuch der Geschäfts- und Wohnraummiete. 5. Aufl. C. H. Beck, München 2019, ISBN 978-3-406-69939-9.

Festschrift
- Peter Derleder (Hrsg.): Festschrift für Wolf-Rüdiger Bub zum 60. Geburtstag. Wohnen, Bauen, Markt und Recht (= Partner im Gespräch, Bd. 80). Lexxion-Verl.-Ges, Berlin 2007, ISBN 978-3-939804-12-3 (Bibliographie Wolf-Rüdiger Bub S. 685–694).